# Tentative d'assassinat d'Ali Khamenei
 (mai 2024).
Si vous disposez d'ouvrages ou d'articles de référence ou si vous connaissez des sites web de qualité traitant du thème abordé ici, merci de compléter l'article en donnant les références utiles à sa vérifiabilité et en les liant à la section « Notes et références ».
La tentative d'assassinat d'Ali Khamenei, futur président de la république islamique d'Iran et futur Guide de la Révolution, a eu lieu le 27 juin 1981. Lorsqu'il a prononcé le discours de prière à la mosquée Abuzar, une bombe dans le magnétophone placé devant lui a explosé et son bras, ses cordes vocales et ses poumons ont été gravement blessés.

## Contexte
Les attentats de l'été 1981 ont commencé par l’attaque dirigée contre Khamenei et ont continué avec le bombardements du siège du Parti républicain islamique à Téhéran.

## Déroulement
Le 27 juin 1981, cinq jours après la destitution du président de la république islamique d'Iran Abolhassan Bani Sadr alors que la guerre Iran-Irak fait rage, l'ayatollah Ali Khamenei, 42 ans, représentant de l'ayatollah Khomeini au Conseil suprême de la défense nationale, revenu de la ligne de front,  se rend à la mosquée Abuzar pour prononcer un discours sur les prières selon son horaire du samedi après avoir rendu visite à l'ayatollah Khomeini. Après la première prière, l'ayatollah Khamenei commence à répondre aux questions soumises par les auditeurs. Un magnétophone recouvert par différents papiers a été posé sur le bureau devant Ali Khamenei par un jeune homme qui a appuyé sur le bouton de lecture. Après une minute, le magnétophone émet un sifflement bruyant avant d'exploser. Un bras, les cordes vocales et les poumons de l'ayatollah sont grièvement atteints. il lui faudra plusieurs mois pour se rétablir.
Les religieux priant à la mosquée ont prétendu que le magnétophone était divisé en deux parties et que sur la paroi intérieure du magnétophone était écrit "le cadeau du groupe Forqan (en) à la république islamique".

## Auteur

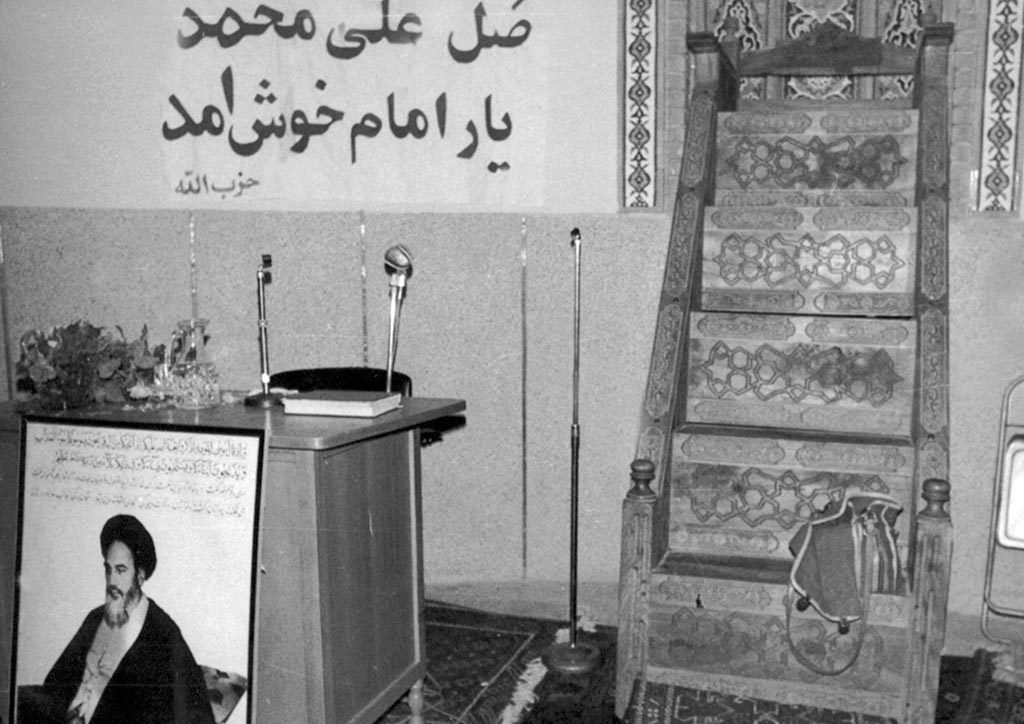
Lieu de la tentative d'assassinat

Selon les sources, certaines personnes ont déclaré que Masud Taqi Zade du groupe Forqan était l'auteur de la tentative d'assassinat et d'autres que Mohammad Javad Qadiry du Mujahedin-e Khalq en était l'auteur.
Sur l'article d'Iraj Mesdaqi, militant politique, il a nié que Mohammad Javad Qadiry était l'auteur de cette attaque et a présenté Orooj Amir Khan Zade comme coupable[pas clair]. Le Centre de documentation de la révolution islamique a identifié la personne qui a livré le magnétophone comme étant Masud Taqi Zade[pas clair].